# Hyponotum
Hyponotum es un género de escarabajos de la familia Cantharidae. En 1949 Wittmer describió el género. Esta es la lista de especies que lo componen:
- Hyponotum elongatum  Wittmer, 1980
- Hyponotum flavulum  Wittmer, 1980
- Hyponotum penai  Wittmer, 1980
- Hyponotum unifoveolatum  Wittmer, 1980